# Maubin (distrikt)
Ma-ubin District är ett distrikt i Myanmar.   Det ligger i regionen Ayeyarwady, i den södra delen av landet, 300 km söder om huvudstaden Naypyidaw.